# Petit Gland
Le Petit Gland est une rivière française des départements de l'Aisne et des Ardennes dans les régions Hauts-de-France et Grand-Est, en ancienne région Picardie et Champagne-Ardenne et un affluent gauche du Gland, c'est-à-dire un sous-affluent de la Seine par l'Oise.

## Géographie
De 29 kilomètres de longueur, le Petit Gland prend sa source sur la commune d'Auvillers-les-Forges, près du lieu-dit les Dorés, à 287 mètres d'altitude. Il prend donc source dans le parc naturel régional des Ardennes.
Il coule globalement du sud-est vers le nord-ouest et s'appelle aussi en partie haute la rivière des Champs et le ruisseau de Bosneau.
Il conflue sur la commune de Saint-Michel, à 186 mètres d'altitude.
Les cours d'eau voisins sont, dans le sens des aiguilles d'une montre, le Gland au nord-ouest, au nord et au nord-est, la Sormonne à l'est, le Thon au sud-est, au sud, au sud-ouest et à l'ouest. 

### Communes et cantons traversés
Dans les deux département de l'Aisne et des Ardennes, le Petit Gland traverse les neuf communes suivantes, dans le sens amont vers aval, dans les Ardennes, de Auvillers-les-Forges (source), Neuville-lez-Beaulieu, Tarzy, Fligny, puis dans l'Aisne, Any-Martin-Rieux, Leuze, Watigny, Martigny, Saint-Michel (confluence).
Soit en termes de cantons, le Petit Gland traverse deux cantons, prend source dans le canton de Rocroi, conflue dans le canton d'Hirson, le tout dans les arrondissements de Charleville-Mézières et de Vervins.

### Bassin versant
Le Petit Gland traverse une seule zone hydrographique Le Gland de sa source au confluent de l'Oise (exclu) (H001) de 214 km2 de superficie. Ce bassin versant est constitué à 52,09 % de « territoires agricoles », à 43,27 % de « forêts et milieux semi-naturels », à 4,55 % de « territoires artificialisés », à 0,09 % de « surfaces en eau ». 

### Organisme gestionnaire
L'organisme gestionnaire est le Syndicat intercommunal pour l'aménagement de l'Oise Amont.

## Affluents
Le Petit Gland a six tronçons affluents référencés :
- le ruisseau d'Herbay ou ruisseau du Beauregard ou ruisseau de Riveterie (rd) 8,1 km, sur les quatre communes de Signy-le-Petit, Fligny (confluence), Tarzy, Neuville-lez-Beaulieu (source).
- le ruisseau de la Petite Eau ou ruisseau des Près des Usages (rd) 7,4 km, sur les deux communes de Signy-le-Petit (source), Fligny (confluence) avec un affluent :
  - le canal de Petite Eau (rd), 6,2 km sur la seule commune de Signy-le-Petit et qui rejoint le Gland.
- le ruisseau des Sourdrons (rg), 1,5 km sur la seule commune de Any-Martin-Rieux.
- le ruisseau de Laubry (rd), 2,8 km sur la seule commune de Any-Martin-Rieux.
- le ruisseau de Bataille (rd), 2,1 km sur la seule commune de Watigny.
- un bras (rg), 0,8 km, sur la seule commune de Saint-Michel.

Le rang de Strahler est donc de trois.

## Pêche et AAPPMA
Le Petit Gland dépend de l'AAPPMA la Défense du Petit Gland d'Any-Martin-Rieux. C'est un cours d'eau de première catégorie.